# Margaretha Ziesenis
Margaretha Ziesenis fue una retratista y miniaturista alemana. Era hija del pintor Johann Georg Ziesenis y hermana de la pintora Maria Elisabeth Ziesenis. Además de retratos, también realizó copias en miniatura de las obras de otros pintores.

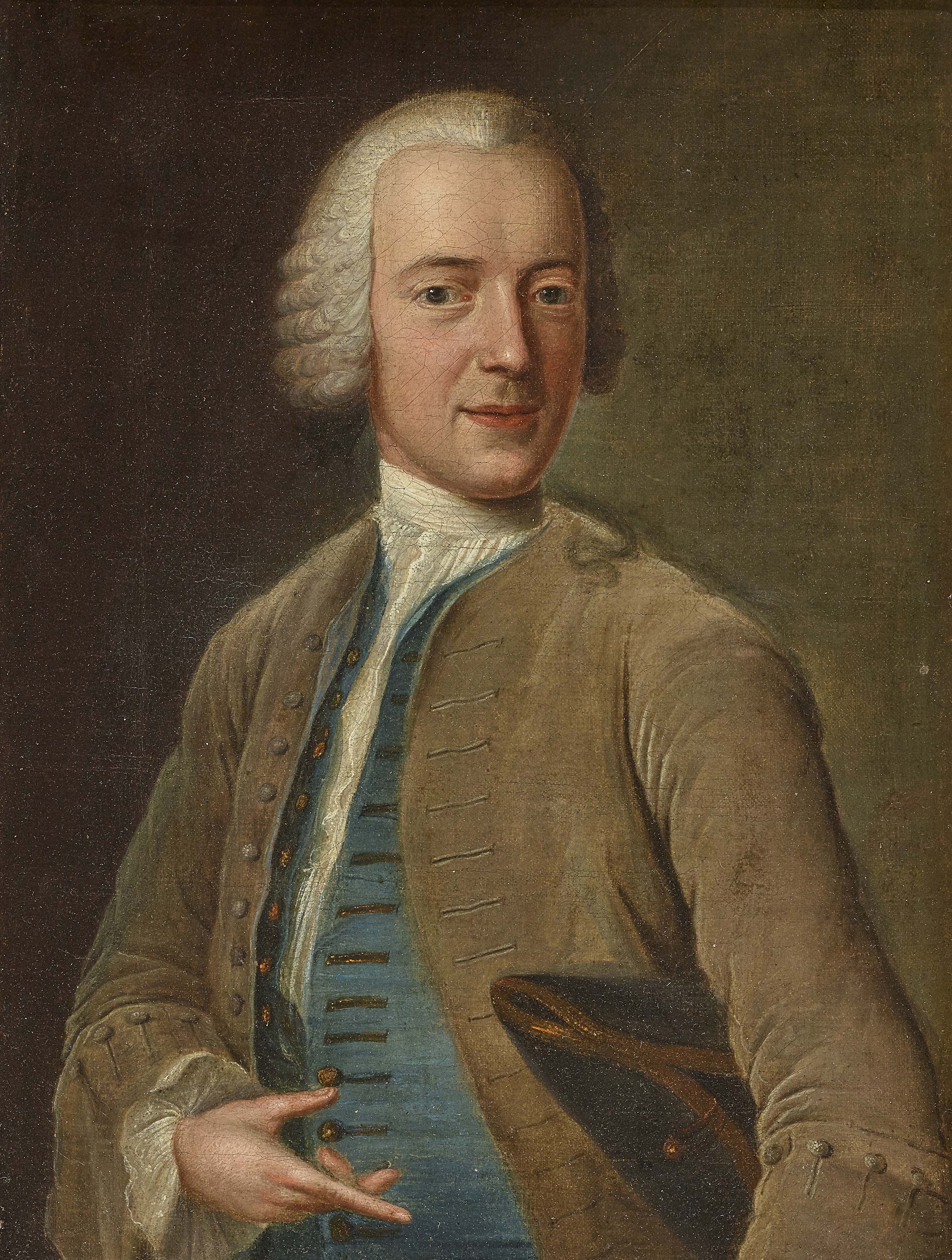
1740er Jahre circa Johann Georg Ziesenis Selbstbildnis en lienzo